# Antonio Ghirelli
Antonio Ghirelli (Nápoles, 10 de mayo de 1922 - Roma, 1 de abril de 2012) fue un periodista, escritor y ensayista italiano.

## Biografía
Nacido en Nápoles, creció en la cercana Torre Annunziata. Atraído por el periodismo desde muy joven, se inició en el oficio escribiendo en Il 9 Maggio, periódico de los Grupos Universitarios Fascistas de Nápoles. Miembro del Partido Comunista Italiano desde 1942, participó en la Resistencia italiana y dirigió Radio Bologna Libera, emisora dependiente del Quinto Ejército de Estados Unidos.
En Milán colaboró con L'Unità y Milano Sera. Junto con su mujer, trabajó también durante un breve periodo como traductor para Topolino. A continuación, fue nombrado por el director de Paese Sera para editar su sección deportiva y colaborar también en la tercera página.
En el Pioniere de 1951 a partir del nro. 29 se publicó una historia por entregas escrita por él y dibujada por Veniero Canevari, "Ciuffo d'oro", y en 1957 en el nro. 295 se publicó un artículo titulado "Il Balilla del Calcio".
Tras la revolución húngara de 1956, abandonó el Partido Comunista Italiano para afiliarse al Partido Socialista Italiano. Interrumpió su colaboración con Paese Sera y pasó a dirigir la edición romana de La Gazzetta dello Sport. En agosto de 1959 fue llamado para dirigir Tuttosport.
Colaboró con varios periódicos (Sud, Nord e Sud, Il Politecnico) y llegó a ser redactor jefe de Repubblica d'Italia. Más tarde colaboró con Avanti!, Corriere della Sera e Il Mondo y fue redactor jefe de Il Globo. De 1965 a 1972 dirigió el Corriere dello Sport.
En 1978, inmediatamente después de la elección de Sandro Pertini como Presidente de la República, pasó a dirigir la oficina de prensa del Quirinal. Dimitió en 1980 debido a la polémica generada por la difusión de un comunicado de prensa sobre la supuesta petición de dimisión del Primer Ministro Francesco Cossiga por parte de Pertini, en caso de que se confirmara un hipotético trato de favor del Gobierno al terrorista de la banda armada "Prima Linea" Marco Donat-Cattin, hijo del diputado democristiano Carlo. Ghirelli declaró más tarde que había presentado su dimisión de acuerdo con Pertini, para proteger a uno de sus jóvenes colaboradores que había redactado el comunicado en su nombre.
Durante los dos gobiernos de Craxi (1983-1986) fue jefe de la oficina de prensa de la oficina de prensa de la Presidencia del Consejo de Ministros. En 1986 fue nombrado director del telediario de Rai 2 (TG2). De 1987 a 1989 dirigió Avanti!. En 2008 se afilió al nuevo Partido Socialista Italiano.

## Publicaciones
- Storia del calcio in Italia, Einaudi, 1954 (2ª ed. 1990).
- Il comunista innamorato, Ed. Il Fauno, 1968
- Storia di Napoli, Einaudi, 1973 (2ª ed. 1992, 3ª ed. 2007, 4ª ed. 2015).
- Quelle giornate, Guida, 1973.
- Napoli italiana. Storia della città dopo il 1860, Einaudi, 1977.
- Effetto Craxi. Profilo di un nuovo leader, Rusconi, 1981.
- Caro presidente. Due anni con PERTINI, Ed. Rizzoli, 1981.
- Napoli sbagliata. Storia della città tra le due guerre, Edizioni del Delfino, 1985.
- L'eccidio di Fantina, Sellerio, 1986.
- E intanto tu crescevi, Rusconi, 1987.
- I fantasmi del Lirico, Rusconi, 1989.
- Moro tra Nenni e Craxi. Cronaca di un dialogo tra il 1959 e il 1978, FrancoAngeli, 1991.
- Un'altra Napoli, Marsilio Editori, 1993.
- Cent'anni insieme, RAI-ERI, 1993.
- Tre volte campioni del mondo. Tutte le partite degli azzurri dal 1934 al 1990 nel racconto dei più grandi giornalisti, Marsilio Editori, 1994.
- Donna Matilde. La Serao, «a signora» di Napoli, la prima donna che diresse un quotidiano, Marsilio Editori, 1995. Vincitore del Premio Cimitile 1996.
- Napoli dalla guerra a Bassolino (1943-1998), Edizioni Giuridiche Simone, 1998.
- Una bella storia. Italia 1943-1956, Avagliano Editore, 2001.
- Tiranni. Da Hitler a Pol Pot: gli uomini che hanno insanguinato il novecento, Arnoldo Mondadori Editore, 2002.
- Un secolo di risate - Con Eduardo, Totò e gli altri, Avagliano, 2004.
- Democristiani. Storia di una classe politica dagli anni Trenta alla Seconda Repubblica, Mondadori, 2004.
- Prefazione a Mister William Thomas Garbutt, di Biagio Angrisani , La Campanella, 2004
- Aspettando la rivoluzione. Cento anni di sinistra italiana, Mondadori, 2008.
- Una certa idea di Napoli. Storia e carattere di una città (e dei suoi abitanti), Mondadori, 2010.

## Programas de radio de Rai
- Eroi di carta, Nembo Kid, ed. Antonio Ghirelli, transmitido el 5 de abril de 1957

Además, Ghirelli es el autor del artículo Agonismo de la Enciclopedia Italiana Treccani.

## Premios
En 2010 recibió el Premio "Procida-Isola di Arturo-Elsa Morante" a la Trayectoria.